# Natalie Williams
Natalie Williams, född den 30 november 1970 i Long Beach, Kalifornien, är en amerikansk basketspelare som tog OS-guld 2000 i Sydney. Detta var USA:s andra OS-guld i dambasket i rad.